# Estland op het Eurovisiesongfestival 2017
Estland nam deel aan het Eurovisiesongfestival 2017 in Kiev, Oekraïne. Het was de 23ste deelname van het land aan het Eurovisiesongfestival. ERR was verantwoordelijk voor de Estische bijdrage voor de editie van 2017.

## Selectieprocedure
De Estische openbare omroep startte de inschrijvingen voor het jaarlijkse Eesti Laul op 7 september 2016. Geïnteresseerden kregen tot 1 november de tijd om een inzending op te sturen. Alle artiesten en componisten moesten over de Estische nationaliteit beschikken of in Estland wonen. Een interne jury koos vervolgens twintig acts die mochten aantreden in Eesti Laul 2017. De acts werden op 8 november bekendgemaakt.
Er werden twee halve finales georganiseerd op 11 en 18 februari. Van de tien acts in elke halve finale gaan er telkens vijf door naar de finale. De punten worden evenwaardig verdeeld door de televoters en door de vakjury. In geval van een gelijkstand wordt de voorkeur gegeven aan de favoriet van de televoters. De eerste vier in elke halve finale kwalificeerden zich rechtstreeks voor de finale, waarna er een extra stemronde werd georganiseerd om het laatste ticket uit te delen. Telkens viel de keuze op de nummer vijf in de totaalstand. Tijdens de finale, op zaterdag 4 maart, beslisten vakjury en televoters eerst wie de drie superfinalisten waren. Vervolgens mocht het publiek autonoom bepalen wie Estland zou vertegenwoordigen in Kiev. De finale werd gehouden in de Saku Suurhall, dat eerder locatie was van het Eurovisiesongfestival 2002. De keuze viel uiteindelijk op Koit Toome & Laura met Verona.

## Eesti Laul 2017

### Eerste halve finale
11 februari 2017
| Plaats | Artiest                             | Lied               | Jury | Publiek | Totaal |
| ------ | ----------------------------------- | ------------------ | ---- | ------- | ------ |
| 1      | Ivo Linna                           | Suur loterii       | 6    | 12      | 18     |
| 2      | Lenna Kuurmaa                       | Slingshot          | 10   | 7       | 17     |
| 3      | Elina Born                          | In or out          | 12   | 5       | 17     |
| 4      | Karl-Kristjan & Whogaux feat. Maian | Have you now       | 8    | 8       | 16     |
| 5      | Ariadne                             | Feel me now        | 5    | 10      | 15     |
| 6      | Carl-Philip                         | Everything but you | 7    | 4       | 11     |
| 7      | Uku Suviste                         | Supernatural       | 4    | 6       | 10     |
| 8      | Laura Prits                         | Hey kiddo          | 1    | 3       | 4      |
| 9      | Leemet Onno                         | Hurricane          | 2    | 2       | 4      |
| 10     | Janno Reim & Kosmos                 | Valan pisaraid     | 3    | 1       | 4      |

### Tweede halve finale
18 februari 2017
| Plaats | Artiest                            | Lied                  | Jury | Publiek | Totaal |
| ------ | ---------------------------------- | --------------------- | ---- | ------- | ------ |
| 1      | Kerli                              | Spirit animal         | 12   | 8       | 20     |
| 2      | Koit Toome & Laura                 | Verona                | 6    | 12      | 18     |
| 3      | Rasmus Rändvee                     | This love             | 7    | 10      | 17     |
| 4      | Liis Lemsalu                       | Keep running          | 8    | 7       | 15     |
| 5      | Daniel Levi                        | All I need            | 10   | 4       | 14     |
| 6      | Antsud                             | Vihm                  | 4    | 6       | 10     |
| 7      | Angeelia                           | We ride with our flow | 5    | 5       | 10     |
| 8      | Alvistar Funk Association          | Make love, not war    | 3    | 3       | 10     |
| 9      | Close To Infinity feat. Ian Karell | Sounds like home      | 1    | 2       | 3      |
| 10     | Almost Natural                     | Electric              | 2    | 1       | 3      |

### Finale
4 maart 2017
| Plaats | Artiest                             | Lied          | Jury | Publiek | Totaal |
| ------ | ----------------------------------- | ------------- | ---- | ------- | ------ |
| 1      | Kerli                               | Spirit animal | 12   | 10      | 22     |
| 2      | Koit Toome & Laura                  | Verona        | 5    | 12      | 17     |
| 3      | Rasmus Rändvee                      | This love     | 10   | 6       | 16     |
| 4      | Karl-Kristjan & Whogaux feat. Maian | Have you now  | 8    | 5       | 13     |
| 5      | Ivo Linna                           | Suur loterii  | 4    | 8       | 12     |
| 6      | Ariadne                             | Feel me now   | 3    | 7       | 10     |
| 7      | Liis Lemsalu                        | Keep running  | 6    | 4       | 10     |
| 8      | Lenna Kuurmaa                       | Slingshot     | 7    | 2       | 9      |
| 9      | Daniel Levi                         | All I need    | 2    | 3       | 5      |
| 10     | Elina Born                          | In or out     | 1    | 1       | 2      |

#### Superfinale
| Plaats | Artiest            | Lied          | Stemmen |
| ------ | ------------------ | ------------- | ------- |
| 1      | Koit Toome & Laura | Verona        | 44.818  |
| 2      | Kerli              | Spirit animal | 23.901  |
| 3      | Rasmus Rändvee     | This love     | 11.641  |

## In Kiev
Estland trad aan in de tweede halve finale, op donderdag 11 mei 2017. Daarin eindigde het land op de veertiende plek, waardoor het zich niet wist te plaatsen voor de finale.